# 彗星 (Salyuの曲)
「彗星」（すいせい）は、Salyuの4枚目のシングルである。2005年5月11日発売。発売元はトイズファクトリー。

## 概要
- アルバム『landmark』からの先行シングル[要出典]。
- 前作に続いてジャケットは森本千絵が、PV監督は丹下紘希が制作。
- 「彗星」はスペースシャワーTV2005年5月度「POWER PUSH」対象曲及び映画『人魚姫と王子』挿入歌。

## 収録曲
1. 彗星（5:15）
作詞・作曲・編曲：小林武史
2. 体温（5:32）
作詞：Salyu・小林武史、作曲・編曲：小林武史

## 収録アルバム
- 『landmark』 (#1, #2)
- 『Merkmal』 (#1)

## カバー
彗星
- 槇原敬之

体温
- 原田郁子

いずれも、2024年12月18日リリースのトリビュート・アルバム『Salyu 20th Anniversary Tribute Album "grafting"』に収録。 